# 被虐待者症候群
被虐待者症候群在精神疾病诊断与统计手册中为創傷後壓力症候群的一种。
被虐待者症候群是一種生理及心理已經被歸類於ICD-9-995.81被虐待者症候群NEC"。 此條件常被用於法律保護，即基於受虐婦女以身心受創為由而錯殺虐害者。此法律保護率先由勒諾·沃克廣泛運用賽里格曼的習得無助理論來解釋為何受創女性願意待在破碎的感情關係當中。 

## 診斷
ICD-9-995.81闡明有關症候群包括“被虐人士/伴侶症候群NEC”，以及任何人士被發現生理描述而不是心理描述或可被描述為正常的“成人物理虐待”，歸類於“傷害與毒害”。DSM-IV_TR 並沒有提供非常明確的屬位給虐待自衛，通常廣泛的被虐女性反應將屬分開描述，例如創傷後應急障礙（posttraumatic stress disorder (PTSD)）或憂鬱。

## 症狀
當被虐待症候群表現為創傷後反應急障礙（PTSD），將可能包含以下症狀：
- 經歷多次被虐，無論它為經常性或非常性
- 企圖避免心理被虐反應包括迴避任何活動，人物，或情緒
- 過度興奮或過度警覺
- 人際關係不佳
- 身體變形或其它
- 性與親密問題
- 随时没安全感
- 控制不了情绪
- 睡过多或过少
- 对自己以前喜欢的兴趣感到无感
- 对自己的错误感到无比自责
- 害怕自己会犯错而被惩罚

此外，反复的暴力與修復可導致以下的行為與心理：
- 受虐者認為自己才是被虐的主因
- 受虐者無法將責任外移
- 受虐者對其自身與其子嗣（若有）的生命感到恐懼
- 受虐者有扭曲無理的信念，認為虐待它的人無處不在與無所不知。

## 病因
有關症候群將在家庭暴力情況下依尋三個不同的階段週期發展。
- 首先，緊張的關係
- 其次，其虐待伴侶以暴力虐待並譴責受虐者來釋放自身的壓力
- 其三，暴力伴侶的悔悟手勢

然而，伴侶無法尋找解決方案去阻止依尋的階段發展，因而導致不斷循環的暴力對待。暴力的循環並沒有因為施暴者的“好”而使其自己認識到過錯，進而防止暴力重複。但是因為受害者沒錯，而施虐者內在卻存在控制欲，自我譴責的感受驅使之下，無助多於有權利。雙方負責的感受與及無助感又導致憂鬱症以及被動的主義。這被學會的憂鬱與被動導致受虐者無法尋找援助。 
憂鬱以及無助感也可能是因為缺乏社會對於被虐者的援助。20世紀80年代有甘道夫（Gandolf）和非舒(Fisher)的研究發現，女性被虐時經常會尋求幫助行為當暴力行為開始加劇時。然而他們的求助對象卻是那些無用的家庭與社會服務。在2002年的時候甘道夫研究發現，超過一半的婦女對受虐婦女庇護的方案有極大的負面評語，因為他們本身的遭遇而導致有關情況。 
此外这种关系也可能发生在家庭或者朋友之间